# 孙春兰
孙春兰（1950年5月—），汉族，河北饶阳人，生于辽宁沈阳，中国共产党、中华人民共和国政治人物，原副国级领导人，1969年11月参加工作，1973年5月加入中国共产党，毕业于鞍山市工业技术学校（今辽宁科技大学），中共中央党校在职研究生学历。其早年曾做过工人，后成为工厂、工会主要领导并进入政界。是中共第十五、十六届中央候补委员，第十七届中央委员，第十八届、十九届中央委员及中央政治局委员。现任国际儒学联合会会长。
自2000年起，曾历任中共辽宁省委副书记兼大连市委书记，中华全国总工会党组书记、副主席、书记处第一书记，中共福建省委书记，中共天津市委书记，中共中央统战部部长等职务。2018年3月至2023年3月任中华人民共和国国务院副总理，分管妇女儿童、教育、医疗卫生、体育、退役军人事务等事务，任内作为负责官员处置了新型冠状病毒肺炎疫情在中国的一系列爆发及善后事宜。
孙春兰是继萬紹芬之后，中共第二位担任省级党委书记的女性（福建省、天津市）。亦为中华人民共和国成立后的第五位女性国务院副总理，前面四位分别为吴桂贤、陈慕华、吴仪、刘延东。

## 生平

### 早年及辽宁省
孙春兰于1950年5月生于辽宁沈阳。1965年，15岁的孙春兰进入鞍山市工业技术学校（今遼寧科技大學）机械专业学习，毕业后在鞍山钟表总厂当工人；曾任车间党支部委员、厂共青团委负责人、党委委员。1973年，其加入中国共产党；次年调入鞍山市第一轻工业局，任党委常委、兼团委书记。文革结束后，其于1978年调鞍山化纤毛纺总厂工作；历任厂革委会副主任、党委常委，政治处副主任，总厂副厂长，党委副书记、书记；1988年，出任鞍山市妇联主任。
1990年代，孙春兰进入省直机关工作，陆续担任辽宁省总工会副主席、省妇联主席及省总工会主席。1995年，任中共辽宁省委常委；1997年升任中共辽宁省委副书记兼省委党校校长。2001年，在薄熙来调任辽宁省代省长后，孙春兰兼任中共大连市委书记。

### 全国总工会
2005年11月底，孙春兰出任中华全国总工会党组书记；次月在中华全国总工会第十四届执委会三次全体会议上，当选全国总工会副主席，并任书记处第一书记。2008年10月，在中国工会十五大上获得连任全国总工会副主席、书记处第一书记职务。

### 福建省
2009年11月，孙春兰接替卢展工出任中共福建省委书记，成为继萬紹芬之后，中共第二位女性的省级党委书记；2010年1月，当选为福建省人大常委会主任。任内，孙春兰提出了福建要集中精力实施海峡西岸经济区发展战略的思路，平潭综合实验区、海峡西岸经济区、古雷台湾石化产业园区等多个对台经济项目上马落实，使孙春兰得到台商和台湾媒体的关注。

### 天津市
2012年11月，孙春兰在中共十八届一中全会上当选中共中央政治局委员，成为党和国家领导人，同月接替张高丽兼任中共天津市委书记。在任期间，孙春兰积极申办天津自贸实验区并获得国务院批准。

### 中央统战部
2014年12月，令计划因涉嫌违纪被查，中共中央宣布由孙春兰接任其中央统一战线工作部部长职务，是新中国成立以来首位以政治局委员兼任的中央统战部部长。2015年8月当选中华海外联谊会会长。2016年12月担任中央港澳工作协调小组副组长。
2017年10月，孙春兰在中共十九届一中全会上连任中央政治局委员。

### 国务院
2018年3月，根据国务院总理李克强提名，第十三届全国人民代表大会第一次会议第七次全体会议投票表决决定，任命孙春兰为国务院副总理（排名第二）。

#### 新型冠状病毒肺炎疫情
2020年1月，新冠肺炎疫情在中国湖北省武汉市爆发，孙春兰作为分管医疗卫生事务的国务院副总理赴武汉全程督战，指导相关救治防疫工作。3月7日，孫春蘭視察武漢社區，社區內部便臨時指揮志願者送菜送肉，此時社區內有武漢市民高呼「假的」，意為指明志願者送菜是社區臨時為應付檢查之行為，實際工作不到位，并抗議地方官僚主義，形式主義。此舉在中國大陆網路上引起軒然大波，并引起了紀檢部门重視，孫春蘭強調要立即整改，實事求是，絕不掩飾工作中存在的矛盾和問題，切實解決民生實際問題。在相关情况缓和后，孙春兰率中央指导组于4月底返回北京。

### 卸任及退休后
2022年10月，孙春兰在中共二十届一中全会后卸任中共中央政治局委员。2023年3月，在十四届全国人大一次会议卸任国务院副总理后正式退休。
2023年底，出任国际儒学联合会会长。

## 争议

### 上海封城期间摆拍
2022年4月上海新冠疫情封城期间，CCTV播出孙春兰抵沪视察“居民区”画面。其中孙春兰在听取介绍百年街道梦花街的电视画面，被网民发现是在国有企业上海豫园集团总部大楼顶楼的天台拍摄。

## 荣誉
- 奥林匹克金质勋章（国际奥委会，2022年2月21日于北京颁发[21]）

### 奖项
- 2022年时代百大人物